# タクワトゥン郡
座標: 北緯8度23分32秒 東経98度27分7秒 / 北緯8.39222度 東経98.45194度
タクワトゥン郡（タクワトゥンぐん）は、タイ南部のパンガー県内に設置されている、郡（アムプー）の1つである。

## 歴史
ムアン・タクワトゥンはパンガー、タクワパーと並び称される古代都市である。この古代都市は元々ターイムアン郡タムボン・バーントーン、バーン・カーイにあった。1894年にビルマ軍がムアン・タクワパーを攻撃した際に、ムアン・タラーンとムアン・タクワトゥンが次の攻略目標とされたため、タクワトゥンの人々は、タムボン・クラソームの地に首都を移転し、現在に至っている。1899年に郡として編入された。

## 地理
タクワトゥン郡は北から時計回りにターイムアン郡、ムアンパンガー郡に接し、南西はパンガー湾に面する。郡の南はパークプラ海峡を越えてプーケット県タラーン郡に通じている。西はアンダマン海に面する。
自然が豊かであり、郡には、1983年10月26日に美しいラーマン滝を中心に創設されたラーマン滝国立公園（面積0.2km²）や、郡の海岸部のほとんどを占めるパンガー湾国立公園がある。郡内でもっとも有名な寺院はワット・スワンナクーハー（วัดสุวรรณคูหา）である。寺院敷地内に数か所の洞窟があり、ワット・タム（洞窟寺）として知られている。特に最も大きな洞窟内には鍾乳石や石筍が多くみられ、さらに仏像が数多く祀られている。

## 行政区分
タクワトゥン郡は7のタムボンに分かれ、さらにその下位に68の村（ムーバーン）がある。郡内には2つのテーサバーン（自治体）があり、テーサバーンムアン・クラソームとテーサバーンムアン・コーククローイと呼ばれ、同名のタムボン全体をカバーしている。それぞれのタムボンはタムボン行政体により行政が行われている。
| \| No. \| 名 \| タイ語 \| 村数 \| 人口 \| \| \| 1. \| タムボン・タム \| ถ้ำ \| 9 \| 3,596 \| \| \| 2. \| タムボン・クラソーム \| กระโสม \| 8 \| 5,921 \| \| \| 3. \| タムボン・カライ \| กะไหล \| 12 \| 5,801 \| \| \| 4. \| タムボン・ターユー \| ท่าอยู่ \| 7 \| 3,284 \| \| \| 5. \| タムボン・ローユーン \| หล่อยูง \| 10 \| 5,815 \| \| \| 2545. \| タムボン・コーククローイ \| โคกกลอย \| 14 \| 11,456 \| \| \| 7. \| タムボン・クローンキアン \| คลองเคียน \| 8 \| 4,519 \| \| |                          |          |      |        |  |
| No. | 名                       | タイ語   | 村数 | 人口   |  |
| 1. | タムボン・タム           | ถ้ำ       | 9    | 3,596  |  |
| 2. | タムボン・クラソーム     | กระโสม   | 8    | 5,921  |  |
| 3. | タムボン・カライ         | กะไหล    | 12   | 5,801  |  |
| 4. | タムボン・ターユー       | ท่าอยู่     | 7    | 3,284  |  |
| 5. | タムボン・ローユーン     | หล่อยูง    | 10   | 5,815  |  |
| 2545. | タムボン・コーククローイ | โคกกลอย  | 14   | 11,456 |  |
| 7. | タムボン・クローンキアン | คลองเคียน | 8    | 4,519  |  |

## 注脚
1. ↑   "อำเภอตะกั่วทุ่ง  จังหวัดพังงา" amphoe.com